# Hair (filme)
Hair é um filme norte-americano de 1979 adaptado do musical do mesmo nome encenado no Broadway e criado por James Rado, Gerome Ragni e Galt MacDermot. Dirigido por Milos Forman, com John Savage, Treat Williams e Beverly D'Angelo no elenco, o filme conta a história de um jovem do interior dos Estados Unidos convocado para a Guerra do Vietnã, que chega a Nova York para apresentar-se ao exército e encontra e se torna amigo de uma grupo de hippies cabeludos da cidade, adeptos do pacifismo e contrários à guerra.
As cenas de dança foram coreografadas por Twyla Tharp e realizadas pelos dançarinos da Twyla Tharp Dance Foundation. O filme estreou mundialmente no Festival de Cannes daquele ano e foi indicado para o Globo de Ouro de Melhor Filme.
Em 2004, "Aquarius", uma das canções icônicas do musical transportadas para a tela, sendo considerada a 33ª melhor canção do cinema americano na lista 100 America's Greatest Music in the Movie do American Film Institute.

## Sinopse
De passagem por Nova Iorque, um dia antes de se apresentar para a ir a Guerra do Vietnã, um rapaz do interior que chega a Nova York  conhece um grupo de hippies, com os quais passa a conviver. Com eles, aprende a ver o outro lado de uma guerra, e se apaixona por uma jovem de família rica.
Sheila, a jovem milionária nova-iorquina por quem Claude se enamora e mais o grupo de hippies contrários à Guerra do Vietnã, adeptos do pacifismo, sexo livre e das drogas, tentam de várias maneiras convencê-lo a não ir para a guerra, além de queimarem seu cartão de alistamento, como feito por eles.
O filme difere em vários pontos do musical consagrado no qual se baseou, o maior deles ao final; quando 'Berger', o líder do grupo de hippies, e não 'Claude', o pacato jovem do interior convocado para o Vietnã, acaba indo para a guerra no lugar do amigo e morrendo nela.

## Elenco
- John Savage .... Claude
- Treat Williams .... Berger
- Beverly D'Angelo .... Sheila Franklin
- Annie Golden .... Jeannie
- Dorsey Wright .... Hud
- Nell Carter .... Cantor do Central Park
- Cheryl Barnes .... Noiva do Hud
- Richard Bright .... Sargento Fenton

## Produção
Hair foi levado ao cinema em 1979 pelo diretor tcheco Milos Forman, com roteiro de Michael Weller e coreografado por Twyla Tharp. No elenco, nomes como John Savage, Treat Williams, Beverly D'Angelo e dois integrantes do musical original (1968) da Broadway, Melba Moore e Rony Dyson, além de Annie Golden, que fez no cinema o mesmo papel que fez na remontagem de Hair na Broadway em 1977. Filmado em grande parte no Central Park e no Washington Square Park, em  Nova York, o filme difere em muitos pontos do musical original, a começar pela eliminação de diversas músicas constantes na peça.
Personagens também tiveram seus perfis mudados. Nele, Claude é um inocente recruta de Oklahoma que chega a Nova York para integrar-se ao exército, convocado para o Vietnã, e Sheila - nos palcos também uma hippie da Tribo - é uma socialite nova-iorquina que lhe chama a atenção. Na que talvez seja a maior liberdade com a história original, um engano acaba mandando Berger, ao invés de Claude, ao Vietnã, onde ele morre na guerra.

## Crítica
Estreando mundialmente como hors concours no Festival de Cinema de Cannes, o filme, apesar das mudanças, teve sucesso de público e recebeu críticas positivas importantes como a de Vincent Canby, do New York Times, que escreveu " ...as invenções de Weller (o roteirista) fizeram este Hair ser mais divertido que o original. Ele também deu tempo e espaço para o desenvolvimento dos personagens que, no palco, tinham que expressar a si mesmos quase que inteiramente por música. O elenco é soberbo e o filme, de maneira geral, é delicioso." A TIME acompanhou com "Hair é bem sucedido em todos os níveis - como um divertimento vulgar, um drama emocional, um espetáculo estimulante e uma observação social provocadora."
James Rado e Gerome Ragni, porém, ficaram insatisfeitos com o resultado, achando que Forman retratou os hippies como "algum tipo de aberração" sem qualquer ligação com o movimento pacifista, falhando em transportar para a tela a essência original da obra. Eles declararam que qualquer semelhança entre o filme e o musical se limita a algumas canções, o título em comum e o nome dos personagens. Na opinião dos autores, a verdadeira versão cinematográfica de Hair ainda não foi feita.

## Principais prêmios e indicações
Prêmio David di Donatello 1979 (Itália)
- Recebeu o prêmio na categoria de melhor diretor de filme estrangeiro e melhor trilha sonora de filme estrangeiro.

Globo de Ouro 1980 (EUA)
- Recebeu duas indicações, nas categorias de melhor filme - comédia/musical e melhor revelação masculina (Treat Williams).

Prêmio César 1980 (França)
- Indicado na categoria de melhor filme estrangeiro.